# Буковица (Топуско)
Буковица је насељено место у општини Топуско, на Кордуну, Република Хрватска.

## Историја
Буковица се од распада Југославије до августа 1995. године налазила у Републици Српској Крајини. До територијалне реорганизације у Хрватској насеље се налазило у саставу бивше велике општине Вргинмост.

## Други светски рат
Убиства 48 становника села Буковица покрај Вргинмоста десила су се 14. јануара 1942. године.
Убиства су извршена у селу и у шуми Гоминац. Међу убијенима било је 15 дјеце. Претходно је 5. јануара убијено седам становника села, а касније, 20. јануара 1942. у логору Јасеновац убијено је још 18 становника Буковице.
Укупно је током јануара 1942. страдало 18 деце из Буковице. Претходне године, 3. августа 1941. године, у глинској православној цркви убијено је 85 одраслих мушкараца из села. Публиковани су поименични подаци о страдалима.

## Становништво
Насеље је према попису становништва из 2011. године имало 2 становника.
| Националност       | 1991.       |
| Срби               | 79 (97,53%) |
| Хрвати             | 1 (1,23%)   |
| Југословени        | 0           |
| остали и непознато | 1 (1,23%)   |
| Укупно             | 81          |